# Karel Petrů
Karel Petrů (24. ledna 1891, Březové Hory – 1949) byl tzv. asociační kapitán československé fotbalové reprezentace (tehdejší označení funkce, která dnes odpovídá zhruba funkci trenéra národního mužstva), a to (s přestávkami) v letech 1931–1934. Nominoval a vedl československé mužstvo i na mistrovství světa v Itálii roku 1934, kde s ním získal stříbrnou medaili.